# Tápiógyörgye vasútállomás

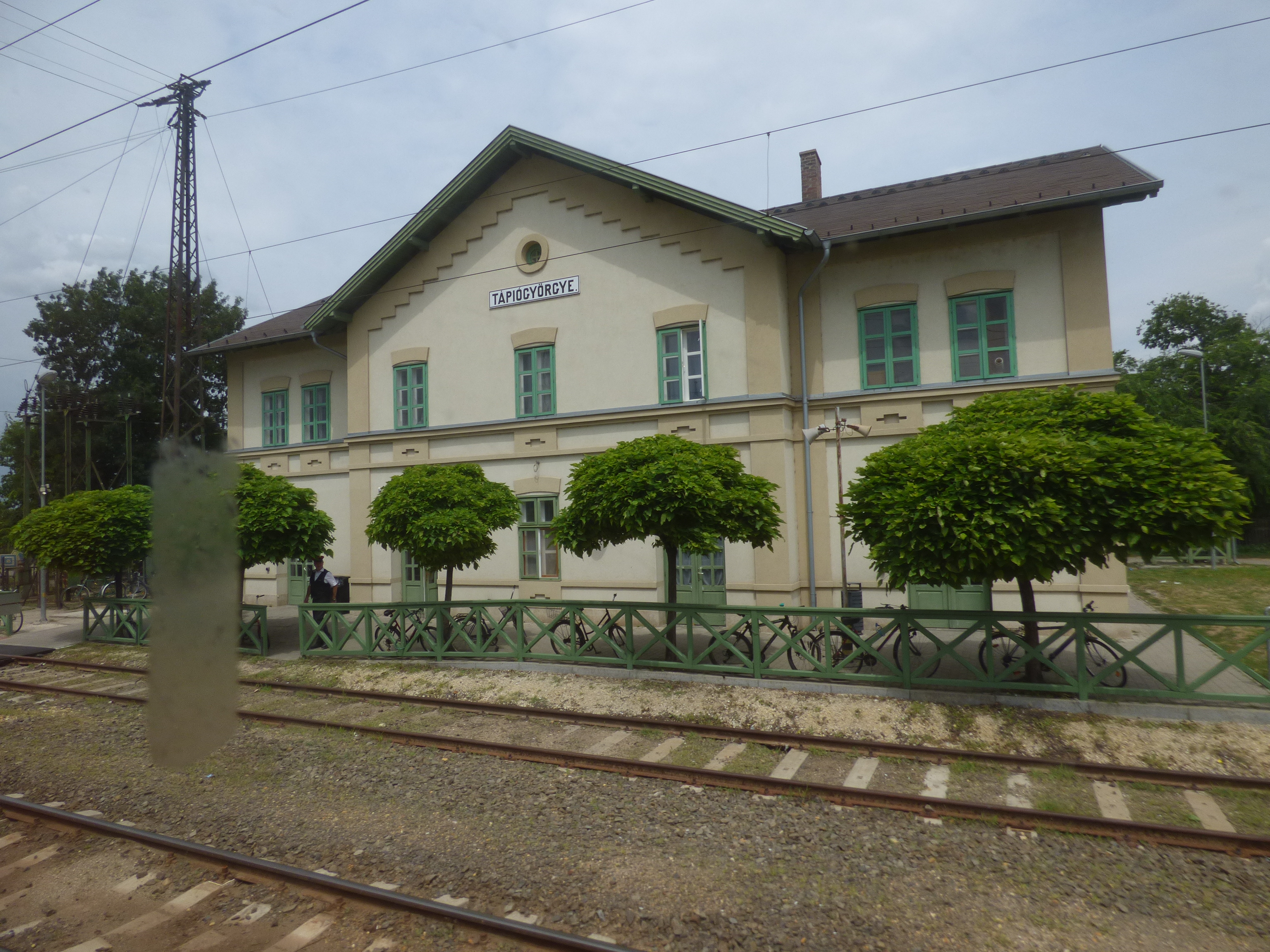
Tápiógyörgye vasútállomása (vonatból fotózva)

Tápiógyörgye vasútállomás egy Pest vármegyei vasútállomás, Tápiógyörgye településen, melyet a MÁV üzemeltet. Közúti megközelítési lehetőségét a település központja felől a 31 321-es út biztosítja. A felvételi épület 2012-2014 között, a nagy forgalom terhelése miatt leamortizálódott vasúti pálya 2017-ben kapott felújítást.

## Vasútvonalak
Az állomást az alábbi vasútvonalak érintik:
- Budapest–Újszász–Szolnok-vasútvonal

## Kapcsolódó állomások
A vasútállomáshoz az alábbi állomások vannak a legközelebb:
- Tápiószele vasútállomás (Budapest–Újszász–Szolnok-vasútvonal)
- Újszász vasútállomás (Budapest–Újszász–Szolnok-vasútvonal)

## Megközelítés tömegközlekedéssel
- Busz:  525

## Forgalom
| Járat | Útvonal | Gyakoriság                                                           |
| ----- | --- | -------------------------------------------------------------------- |
| S60   | Budapest-Keleti – Kőbánya felső – Rákos – Rákoshegy – Rákoskert – Ecser – Maglód – Maglódi nyaraló – Gyömrő – Mende – Pusztaszentistván – Sülysáp (– Szőlősnyaraló – Tápiószecső – Szentmártonkáta – Nagykáta – Tápiószentmárton – Farmos – Tápiószele – Tápiógyörgye – Újszász – Zagyvarékas – Szolnok) | Este óránként                                                        |
| G60   | Budapest-Keleti – Kőbánya felső – Rákos – (Szolnok felé: Rákoshegy → Gyömrő → Mende; Budapest felé: Gyömrő ←) Sülysáp – Szőlősnyaraló – Tápiószecső – Szentmártonkáta – Nagykáta – Tápiószentmárton – Farmos – Tápiószele – Tápiógyörgye – Újszász – Zagyvarékas – Szolnok                               | Reggel Budapest felé 20–30 percenként, délután Szolnok felé óránként |
| Z60   | Budapest-Keleti – Kőbánya felső – Rákos – Sülysáp – Szőlősnyaraló – Tápiószecső – Szentmártonkáta – Nagykáta – Tápiószentmárton – Farmos – Tápiószele – Tápiógyörgye – Újszász – Zagyvarékas – Szolnok                                                                                                   | Óránként                                                             |